# Luc Hyvernat
Luc Hyvernat  (* 15. Juli 1968) ist ein französischer Manager und seit dem 1. März 2016 Global Brand Director bei Imperial Brands. Zuvor war er General Manager von Reemtsma in Deutschland und der Schweiz und verantwortlich für die Bereiche Vertrieb und Marketing in beiden Ländern. Darüber hinaus war er ebenfalls von Mai 2014 bis Februar 2016 Sprecher des Vorstands der Reemtsma Cigarettenfabriken GmbH in Hamburg. Ihm folgte im Amt Michael Kaib.

## Werdegang
Bis April 2013 war Hyvernat Sales & Marketing Director Growth Division bei der Reemtsma-Muttergesellschaft Imperial Tobacco in Bristol und verantwortlich für die Verkaufs- und Marketingaktivitäten in 42 Ländern.
Zuvor war er rund fünf Jahre als General Manager in Belgien und Luxemburg für Imperial Belux tätig. In dieser Zeit setzte er unter anderem die Integration des spanisch-französischen Zigarettenherstellers Altadis in die Imperial-Gruppe um. Umfassende Kenntnisse und Erfahrungen im deutschen Markt erwarb Hyvernat von 2001 bis 2008 in verschiedenen Managementpositionen bei Altadis, zuletzt als Director Western Europe in Hamburg und Paris.